# Varenets

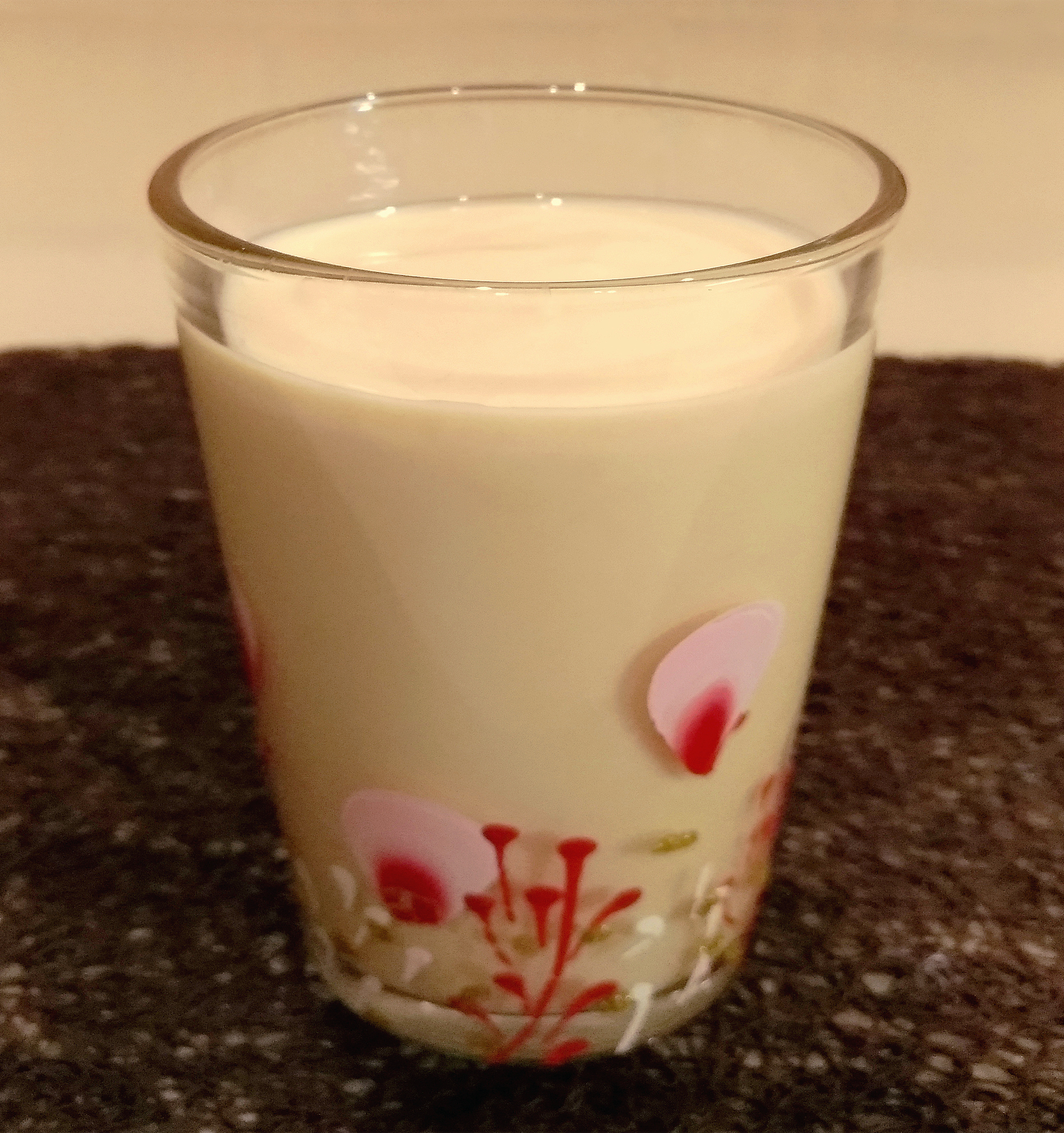
Varenets.

Le varenets (en russe : варенец) est une variété de yaourt traditionnel de la Russie. Il est fabriqué à partir de lait de vache pasteurisé ensemencé avec Streptococcus thermophilus et Lactobacillus delbrueckii subsp. bulgaricus.
Un autre lait fermenté populaire en Russie, le riajenka ou ryazhenka (en russe : ряженка), est préparé avec du lait et de la crème acidifiée avec des streptocoques thermophiles avec ou sans Lactobacillus delbrueckii subsp. bulgaricus, traditionnellement au four pendant plusieurs heures.